# Проспект Негмата Карабаева
Проспект Негмата Карабаева — проспект в Душанбе, является главной связующей транспортной артерией соединяя центральную и южную часть города. Назван в честь Негмата Карабаева, первого героя Советского Союза из среднеазиатских республик СССР.

## Общие сведения
Проспект ориентирован с севера на юг и расположен на правобережье города. Проспект начинается от площади имени Карабаева, расположенной на пересечении с проспектом Саади Ширази и заканчивается за перекрестком с улицей Косимова.

## История
В 1970-х годах начато строительство широкого 4-полосного магистрального проспекта.
В 1980-х годах у перекрестка с улицей Джами был установлен самолет Ил-18, который использовался как кинотеатр.
В 2011—2012 годах была проведена реконструкция проспекта, расширены проезжая часть и тротуары, оборудованы остановки для городского транспорта.

## Фотографии
- Проспект Негмата Карабаева
- Таджикский цирк на проспекте